# Gazela dama

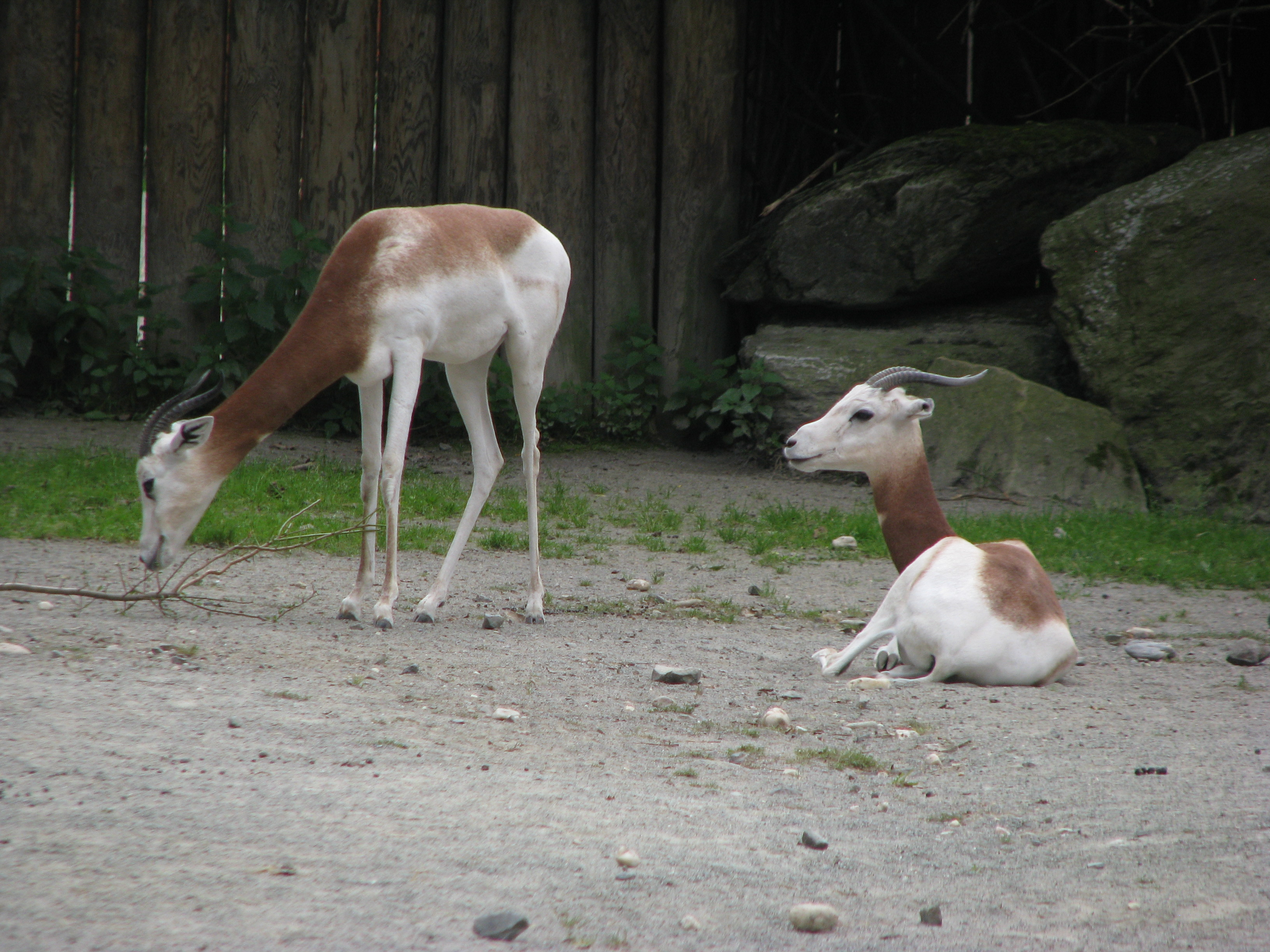
gazela dama červenokrká (Nanger dama ruficollis)

Gazela dama (Nanger dama), též gazela addra nebo gazela dančí, je považována za největší druh gazely. Obývá ve třech uznávaných poddruzích (N. d. dama, N. d. mhorr a N. d. ruficollis) severní Afriku, tedy saharskou poušť a území zvané Sahel. Jedná se o kriticky ohrožené zvíře. V divočině přežívá jen několik stovek jedinců (dle pramenů méně než 500 nebo dokonce jen 300 gazel, avšak poslední studie z roku 2016 uveřejněná na stránkách IUCN hovoří o pouhých 100–200 dospělých kusech), pohybujících se zejména v Čadu, Mali a Nigérii.
Druh dosahuje délky tělka 140–165 cm, v kohoutku měří 90–120 cm a váží okolo 35–75 kg. Tělo této gazely je bílé s červenou až hnědočervenou kresbou, která se liší dle poddruhu. Vždy je ale zachována bílá skvrna na krku. Mláďata jsou béžová. Mladé gazely rostou poměrně rychle; dostatečně silné jsou již několik dní po narození a po týdnu jsou schopni rychlého běhu jako dospělci. Obě pohlaví mají rohy (samcům rostou znatelně větší), které se stáčejí do tvaru písmene „S“. Specifické jsou svou funkcí odvádět teplo, díky zvláštnímu povrchu, který teplo rozptyluje. 
Doba březosti je 165 až 180 dnů, samice poté rodí jedno mládě, které kojí půl roku. Pohlavní zralosti dosahuje v 9 měsících až 2 letech stáří. V přírodě se dožívá maximálně asi 12 let, v zajetí až 18 let. Živí se trávou, listy (zejména akácií), výhonky a ovocem. Spatří-li gazela predátora, informuje stádo signálem zvaným pronking – poskakuje nahoru a dolů, přičemž má přední i zadní končetiny zcela natažené (ztuhlé).

## Chov v zoo
V zoologických zahradách v Česku je lze spatřit pouze v Zoo Praha kde je chován poddruh gazela tmavá a v minulosti též v safariparku ve Dvoře Králové nad Labem, kde byl k vidění poddruh gazela červenokrká, dne 25.11.2023 však byla utracena ze zdravotních důvodů poslední samice v Evropě. V Evropě je běžnější poddruh gazela tmavá. Tato gazela je chována například v Budapešti.